# Burg Alt-Gleichenberg

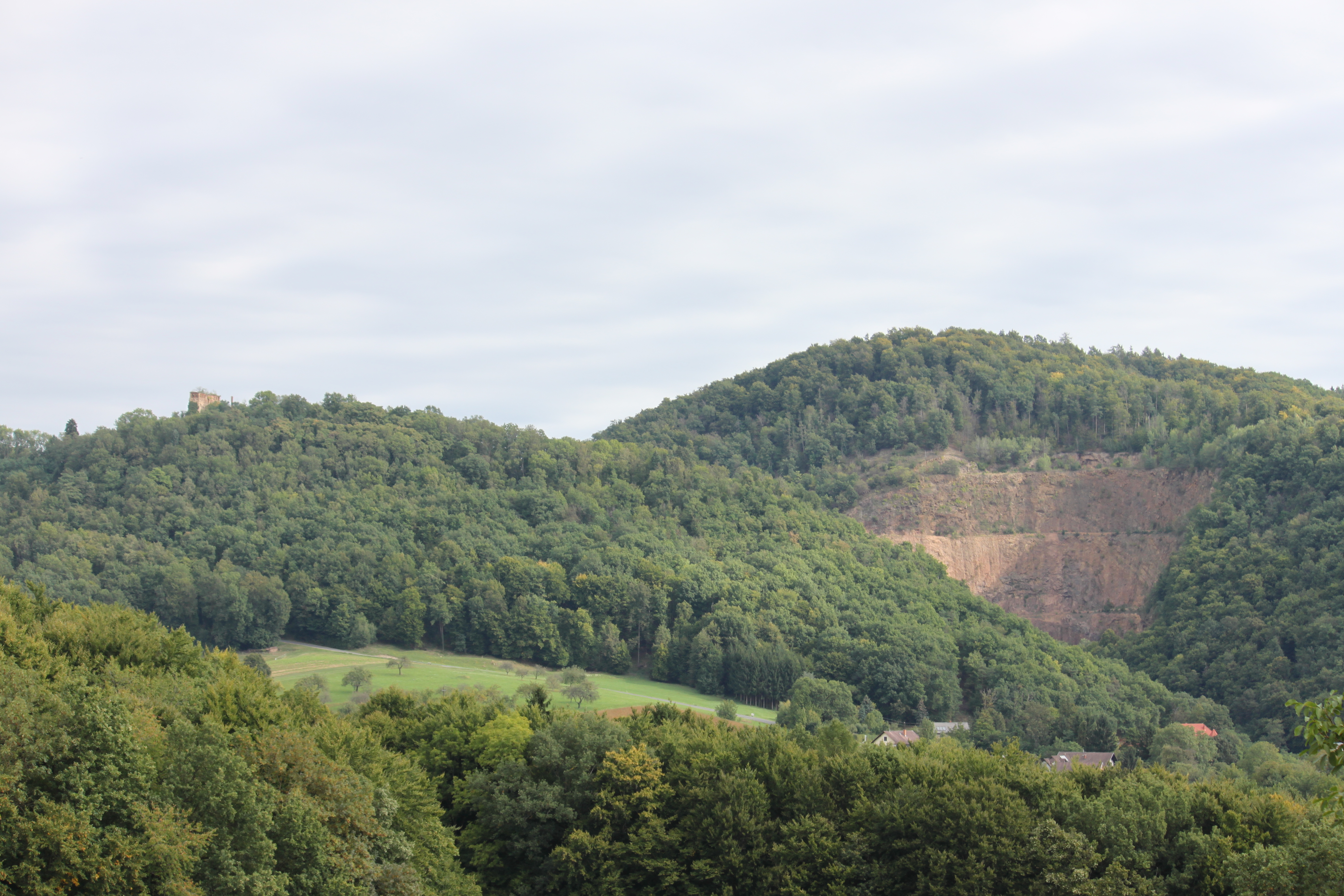
Über dem heutigen Steinbruch Klausen stand die Burg Alt-Gleichberg, links auf dem gegenüberliegenden Hügel steht die Ruine der Burg Neu-Gleichenberg

Die Burg Alt-Gleichenberg war eine Burg der Herren von Riegersburg-Wildon auf einem Bergrücken links des Klausenbaches in der heutigen Gemeinde Bad Gleichenberg in der Steiermark. Überreste der Burg Alt-Gleichenberg, mit Meixnerstube bezeichnet, befinden sich im heutigen Naturschutzgebiet Trockenbiotop am Steinbruch Klausen.

## Geschichte
Die Burg Gleichenberg befand sich im Besitz der Herren von Riegersburg-Wildon. Der Besitz reichte von weit nördlich der Raab bis in den Süden, wo sich die Mur nach Osten wendet. Der Besitzstand der Herren von Wildon war, von Gleichenberg aus gesehen, das Gebiet südlich der Mur-Raab-Wasserscheide. Die Wildonier besaßen auch die Riegersburg. Gleichenberg ließen sie von einem Getreuen namens Hermann verwalten, der in einer Schenkungsurkunde am 24. Juli 1185 als „Herman de Gleichenberch“ bezeichnet wurde.
Die Wildonier standen zuerst zur Herrschaft des Böhmenkönigs Ottokar II. (1232–1278), der ab 1261 Herzog der Steiermark war. Herrand II. von Wildon trat offenbar nach dem Verbot zum Bau von Burgen 1265 mit seinem Bruder Hartnid auf die Seite der steirischen Adelsopposition. Die Niederschlagung der steirischen Adelsverschwörung brachte 1268 das Ende der Burg Alt-Gleichenberg mit sich. Herrand II. von Wildon musste nicht nur 26 Wochen in Haft verbringen, sondern auch seine drei Burgen ausliefern; die Burg Alt-Gleichenberg wurde zerstört. Am 19. September 1276 war Herrand II. ein prominenter Mitunterzeichner des Reiner Schwures, mit dem sich der steirische Adel zu Rudolf von Habsburg (1218–1291) bekannte.
Als Albrecht I. von Habsburg 1282 mit der Steiermark und Österreich belehnt wurde, begehrte der steirische Adel die Bestätigung der auf die Georgenberger Handfeste bezogenen Landesfreiheiten. Mit dabei war Hartnid III. von Wildon. Er wurde besiegt und war in der Folge genötigt, im Jahre 1292 Gleichenberg an die Herren von Walsee zu verpfänden. 1312 gelangte die Herrschaft Gleichenberg endgültig in den Besitz der Walseer, nachdem sie schon um die Jahrhundertwende die Riegersburg erworben hatten.
Die Walseer wählten 1312 für den Neubau von Burg Neu-Gleichenberg den Bergrücken auf der rechten Seite des Klausenbaches in Gleichenberg.